# متال گیر ۲: سالید اسنیک
متال گیر ۲: سالید اسنیک (به ژاپنی: メタルギア２ ソリッドスネーク، به انگلیسی: Metal Gear 2: Solid Snake) یا به اختصار MG2، یک بازی ویدئویی در سبک اکشن-ماجراجویی مخفی‌کاری در سال ۱۹۹۰ است که توسط کونامی برای پلتفرم کامپیوتری ام‌اس‌ایکس ۲ توسعه و منتشر شده است. این به عنوان دنباله مستقیم نسخه ام‌اس‌ایکس ۲ از متال گیر اصلی است که توسط خالق سری هیدئو کوجیما نوشته و طراحی شده است، که بازی را در پاسخ به نسخهٔ انتقام اسنیک، یک دنباله تولید جداگانه که در آن زمان برای ان‌ای‌اس در حال توسعه بود، به‌طور خاص برای بازارهای آمریکای شمالی و اروپا طراحی کرد. نسخه ام‌اس‌ایکس ۲ ساید اسنیک تنها در ژاپن منتشر شد، اگرچه کوجیما بعداً دنباله دیگری با عنوان متال گیر سالید را کارگردانی کرد که در سال ۱۹۹۸ در سراسر جهان برای پلی‌استیشن منتشر شد و مورد تحسین منتقدان قرار گرفت. این بعداً منجر به انتشار مجدد سالید اسنیک در کنار متال گیر اصلی به عنوان محتوای اضافی در نسخه متال گیر سالید ۳ برای پلی‌استیشن ۲ در سال ۲۰۰۵ شد. همچنین در پورت‌های ریمستر اچ‌دی متال برای پلی‌استیشن ۳، پلی‌استیشن ویتا و ایکس‌باکس ۳۶۰، و به صورت مستقل در ژاپن به عنوان یک بازی قابل دانلود برای تلفن‌های همراه و کنسول مجازی وی منتشر شد.
در سال ۱۹۹۹، چند سال پس از وقایع بازی اصلی، سالید اسنیک باید برای نجات یک دانشمند ربوده شده و نابود کردن «متال گیر دی» اصلاح شده، به یک منطقه به شدت دفاع شده به نام سرزمین Zanzibar نفوذ کند. این بازی به‌طور قابل توجهی سیستم بازی مبتنی بر مخفی کاری نسخه قبلی خود را "تقریباً از هر نظر" تکامل بخشید، داستان پیچیده‌ای را با موضوعاتی مانند ماهیت جنگ و گسترش سلاح هسته‌ای معرفی کرد و به عنوان "یکی از بهترین بازی‌های ۸ بیتی که تا کنون ساخته شده است" در نظر گرفته می‌شود.

## گیم پلی
سالید اسنیک بر اساس سیستم گیم پلی مبتنی بر مخفی‌کاری نسخه قبلی خود ساخته شده است. همان‌طور که در متال گیر اصلی، هدف بازیکن نفوذ به سنگر دشمن است، در حالی که از شناسایی توسط سربازان، دوربین‌ها، حسگرهای مادون قرمز و سایر دستگاه‌های نظارتی اجتناب می‌کند. بزرگ‌ترین تغییر در بازی روی توانایی‌های دشمن انجام شد. به جای اینکه مانند بازی اول در یک صفحه مستقر بمانند، سربازان دشمن اکنون می‌توانند در صفحه‌های مختلف در یک نقشه واحد گشت زنی کنند. علاوه بر این، گاردها اکنون میدان دید گسترده‌ای ۴۵ درجه دارند، همراه با توانایی چرخاندن سر خود به چپ یا راست برای دیدن مورب. دشمنان همچنین می‌تواند صداها را تشخیص دهد، به طوری که می‌تواند هر صدایی را که بازیکن پخش می‌کند، مانند مشت به دیوار و شلیک گلوله بدون صداخفه‌کن بشنود و پس از ایجاد صدا، منبع صدا را بررسی می‌کند. آنها همچنین می‌توانند صداهای ایجاد شده از راه رفتن بازیکن بر روی سطوح خاص را تشخیص دهند، به این معنی که بازیکنان باید مراقب سطوحی باشند که روی آنها راه می‌روند. اگر بازیکن توسط دشمن کشف شود، یک شمارنده در سمت راست بالای صفحه نمایش داده می‌شود که پس از اینکه دشمن ردیابی بازیکن را از دست داد، پایین می‌رود. وقتی شمارنده به صفر رسید، مرحله هشدار خاموش می‌شود و بازی به حالت عادی بازمی‌گردد.
به بازیکن انواع مانورها و ابزارهای جدید داده می‌شود تا به آو کمک کند شناسایی نشوند و بازی را کامل کند. به عنوان مثال، بازیکن اکنون می‌تواند علاوه بر راه رفتن زانو بزند و بخزد و به بازیکن این امکان را می‌دهد که از ایجاد سر و صدا در زمین‌های خاص جلوگیری کند، مین‌های زمینی را جمع کند و در فضاهای تنگ مانند زیر میزها یا داخل مجرای هوا پنهان شود. یک رادار با یک شبکه 3x3 در سمت راست بالای صفحه، ناحیه فعلی بازیکن را در شبکه مرکزی (به عنوان یک نقطه قرمز)، با سربازان دشمن به صورت نقاط سفید نشان می‌دهد که به بازیکن اجازه می‌دهد تعیین کند چه چیزی در پیش است. با این حال، زمانی که بازی وارد فاز هشدار می‌شود، رادار غیرفعال می‌شود. این رادار همچنین می‌تواند با مین یاب مجهز به شناسایی مکان مین‌های دشمن یا پرتاب موشک‌های استینگر به سمت هدف هوابرد استفاده شود. بسیاری از سلاح‌ها و تجهیزات بازی اول همراه با آیتم‌های جدیدی مانند موش‌های رباتیک که برای پرت کردن حواس دشمنان استفاده می‌شوند، یک حصیر استتار شده و سه نوع جیره مختلف با ویژگی‌های خاص هر کدام آورده شده‌اند. هر بار که یک باس شکست می‌خورد، سلامت و ظرفیت حمل آیتم افزایش می‌یابد.
فرستنده و گیرنده نیز نسبت به بازی اول تا حد زیادی اصلاح شده است، به طوری که مکالمات اکنون به جای اینکه صرفاً منطقه محور باشند، به متن حساس هستند. صفحه فرستنده گیرنده اکنون چهره اسنیک و مخاطب رادیویی را نشان می‌دهد که در حال حاضر با او در ارتباط است. بازیکن همچنین می‌تواند برای به دست آوردن اطلاعات جدید با کودکان ساکن در قلعه صحبت کند. بازیکن اگر کودکی را بکشد با از دست دادن سلامتی جریمه می‌شود. مناطق نسبت به بازی قبلی ام‌اس‌ایکس ۲ متنوع‌تر هستند و برای تکمیل بازی باید تعدادی معما اجرا شود، مانند فریب دادن یک کبوتر حامل با نوع خاصی از جیره، تعقیب یک جاسوس زن تا دستشویی خانم‌ها و رمزگشایی. کدهای ضربه ای مخفی برای به دست آوردن اعداد فرکانس جدید.
نسخه MSX2 نیاز به استفاده از یک درایو فلاپی‌دیسک یا کارتریج ابزار Game Master II برای صرفه جویی در پیشرفت دارد. در غیاب هر یک از رسانه‌ها، یک رمز عبور نیز می‌تواند برای بارگذاری مجدد پیشرفت یادداشت شود. نسخه‌های بعدی بازی ویژگی رمز عبور را به نفع رسانه‌های ذخیره‌سازی استاندارد مانند کارت‌های حافظه و هارد دیسک داخلی حذف کردند.

## معادل‌های انگلیسی
1. ↑  Masahiro Ikariko
2. ↑  Mutsuhiko Izumi
3. ↑  Kazuhiko Uehara
4. ↑  Tomoya Tomita
5. ↑  Yuko Kurahashi
6. ↑  Yuji Takenouchi
7. ↑  Tsuyoshi Sekito

## پوند به بیرون
- Official Website for the Mobile Phone version (Japanese)